# Selección de rugby de Trinidad y Tobago
La selección de rugby de Trinidad y Tobago, también conocida como The Calypso Warriors, es la selección nacional de rugby de ese país y está regulada por la Trinidad and Tobago Rugby Football Union.

## Historia
Trinidad y Tobago jugó su primer partido internacional de rugby en 1979 en Georgetown contra Bermudas. Trinidad y Tobago perdió el encuentro por 8 puntos a 42. 
Trinidad y Tobago intentó clasificarse para la Copa Mundial de Rugby de 1999 en Gales. Su primer partido del torneo clasificatorio de las Américas fue un encuentro único de la primera ronda contra Brasil en Puerto España. Trinidad y Tobago ganó el partido por 41 puntos a 0 y avanzó a la segunda ronda, donde se enfrentó a Chile y Bermudas en una serie de grupos. Trinidad y Tobago perdió su primer partido contra Chile por 6-35 y el segundo contra Bermudas por 52-6, quedando eliminado de los torneos clasificatorios.

## Palmarés
- Caribbean Championships (6): 1967, 1973, 1983, 1985, 1977, 1999[2]

- RAN Championship (3): 2001, 2008, 2015

## Participación en copas
| - no ha clasificado - Caribbean Championships 1966: 2.º puesto - Caribbean Championships 1967: Campeón - Caribbean Championships 1969: 5.º puesto - Caribbean Championships 1971: 2.º puesto - Caribbean Championships 1973: Campeón - Caribbean Championships 1975: 3 - Caribbean Championships 1979: 2.º puesto - Caribbean Championships 1981: ? - Caribbean Championships 1983: Campeón - Caribbean Championships 1985: Campeón - Caribbean Championships 1993: ? - Caribbean Championships 1996: 2.º puesto - Caribbean Championships 1997: Campeón - Caribbean Championships 1998: 2.º puesto - Caribbean Championships 1999: Campeón (compartido) | - NACRA Championship 2001: Campeón - NACRA Championship 2005: 3.º en el grupo - NACRA Championship 2008: Campeón - NACRA Championship 2011: 2.º en el grupo - NACRA Championship 2012: 2.º en el grupo - NACRA Championship 2013: 2.º puesto - NACRA Championship 2014: 2.º en el grupo - NACRA Championship 2015: Campeón - RAN Championship 2016: 2.º en el grupo - RAN Championship 2017: 2.º en el grupo - RAN Championship 2018: suspendido - RAN Championship 2019: no participó - RAN Championship 2024: Ganador de grupo - RAN Championship 2025: 2.º puesto - Torneo Triangular 1961: Campeón - Torneo Triangular 1962: Campeón |